# تنجيم دنيوي

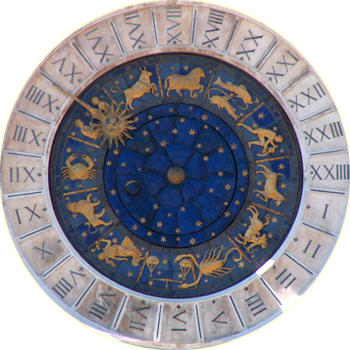

التنجيم الدنيوي (بالإنجليزية: Mundane Astrology)‏ هو أحد فروع علم التنجيم الذي يقدم فيه المنجم الفلكي توقعات أو دراسات لأحداث مرت لمناطق أو أماكن أو بلدان من العالم أو حتى لشركات أو منظمات.
وهو في الكثير من الأحيان يقدم تنبؤات لأحداث سياسية أواقتصادية وتقديم توقعات عن كوارث طبيعية بيئية أو بشرية محتملة. كما يقدم أحياناً دراسات تنجيمية للتطورات التاريخية التي مر بها التاريخ البشري.
ويعتمد على عدة تنقيات تنجيمية في دراسة موضوعاته منها:
- دورات الكواكب وحركة الكواكب في الأبراج وما تعنيه في المخططات الفلكية.[2]
- شرح تأثيرات الكسوف والخسوف على الطوالع الفلكية والمخططات الوطنية.[3]
- Ingres أولحظة دخول الكواكب في الأبراج الفلكية كما وأحياناً تتم دراسة مخططات بدء الفصول الأربعة.[4]
- تعديل الطوالع بحسب المنطقة الجغرافية أوبما يسمى Astrocartography.[5]

ويفترض هذا الجانب من علم التنجيم أن لكل بلد أو شركة أو مؤسسة أو منظمة تتم دراستها تنيجمياً برج وطالع بما يدعى بالمخطط الوطني. وهو عادة ما يكون تاريخ استقلال البلد أو تاريخ معاهدة مهمة أو تاريخ إنشاء لذلك الشركة أوالكيان الذي هو موضوع الدراسة، وتكون تلك اللحظة هي لحظة اقتطاع الخارطة الفلكية، أوما يدعى بالمخطط الوطني.